# نوفوروسيسكوي
نوفوروسيسكوي (بالروسية: Новороссийское)‏ هو مستوطنة ريفية (أ سيلو) في مستوطنة ياغودنوفسكوي الريفية، منطقة أولخوفسكي، فولغوغراد أوبلاست، روسيا. كان عدد السكان 8 اعتبارا من عام 2010. يوجد بها شارعان.

## الجغرافيا
تقع نوفوروسيسكوي في السهوب في منطقة Volga Upland، على بعد 23 كم جنوب شرق Olkhovka (المركز الإداري للمنطقة) عن طريق البر. Oktyabrsky هي أقرب منطقة ريفية.